# Axel Flyckt
Bror Axel Flyckt, född 10 september 1903 i Motala, död 15 maj 1982 i Motala, var en svensk kompositör, musikarrangör, pianist och organist.

## Biografi
Flyckt föddes i Motala och började tidigt ackompanjera artister som uppträdde på Motala nöjespark. En tid arbetade han även som stumfilmspianist på en biograf i hemstaden. 1921 inledde han musikstudier i Stockholm, där han kom att verka fram till 1971. Han avlade organistexamen vid Musikkonservatoriet 1923 och studerade dessutom kontrapunkt och instrumentation. Han var 1925 kapellmästare hos Elna Panduro, 1926–1928 stumfilmspianist och 1928–1945 pianist i Gustaf Egerstams orkester. Han engagerades även ofta som repetitör åt olika sångare under 1930-, 1940- och 1950-talet. På 1960-talet turnerade han med sångaren Bertil Boo.
Som kompositör skrev han musik för Folkteatern, Folkets hus teater och Blancheteatern samt för grammofonbolag och Radiotjänst. Från 1936 började han göra filmmusik, bland annat för filmerna Skeppsbrutne Max (1936), Sol över Sverige (1938) och Skanör-Falsterbo (1939). Bland hans mest kända melodier är "Idel ädel adel", som sjöngs av Greta Bjerke i Södrans nyårsrevy 1944 och senare på skiva av Sven-Olof Sandberg och Lasse Dahlquist till text av Einar Molin-Dardanell. Andra kända melodier är "Colorado Charlie" (text Fritz Gustaf, insjungen av Gösta Jonsson), "Här dansar Britt-Marie" (text Einar Hagberg, insjungen av Calle Reinholdz) och "Så dör mitt hjärta lite" (text Börje Larsson, insjungen av Zarah Leander).
Flyckt var åren 1937–1938 styrelsemedlem i Svenska musikerförbundets Stockholmsavdelning. Han var även medlem av STIM och SKAP samt av Ordenssällskapet BA.